# Suman Sahai
Suman Sahai est une militante indienne fondatrice en 1993 de l'organisation non-gouvernementale Gene Campaign.

## Carrière
Sahai a obtenu un doctorat de l'Institut indien de recherche agricole en 1975. Elle a ensuite travaillé successivement à l'Université de l'Alberta, à l'Université de Chicago et à l'Université de Heidelberg, où elle a obtenu son habilitation en génétique humaine. Selon le Web of Science, Sahai a publié plus de 40 articles, principalement sur les questions de politique relatives aux organismes génétiquement modifiés, qui ont été cités plus de 150 fois, en lui donnant un indice h de 7.

## Prix
- Ordre de l'Arche d'or, 2001[1]
- Borlaug Award (en), 2004[4]
- Padma Shri, 2011[5]

## Controverse
En avril 2013, il a été montré que Sahai avait commis un plagiat dans sa thèse d'habilitation présentée à l'Université de Heidelberg en 1986. En outre, elle a été accusée de se présenter comme étant ou ayant été professeur à l'Université de Heidelberg, sans jamais avoir occupé un tel poste.